# بطولة أوروبا لكرة الصالات 2012
بطولة أوروبا لكرة الصالات 2012 هي النسخة الثامنة من بطولة أوروبا لكرة الصالات لمنتخبات كرة الصالات الوطنية. وسوف تستضيفها كرواتيا، حيث ستلعب في فبراير 2012. 12 فريق سيتنافسون على اللقب، مع وصول 11 فريق للنهائيات عن طريق التصفيات المؤهلة. نالت كرواتيا التأهل التلقائي بصفتها المضيفة. سوف تقام مباريات البطولة في صالتين تقعان، وهما زغرب أرينا في زغرب وسبالاديوم أرينا في سبليت.
إسبانيا هي حاملة اللقب بعد فوزها بثالث لقب على التوالي في نسخة 2010 التي جرت في المجر.

## المرشحين
ثلاثة دول قدمت عروضاً لإستضافة هذه المسابقة. بلجيكا التي فشلت في احتضان البطولة في 2010 حاولت بعرض جديد إلى جانب كرواتيا ومقدونيا. وفي يوم 24 مارس 2010 نجحت كرواتيا باختيارها المستضيفة للبطولة في اجتماع اللجنة التنفيذية لليويفا في تل أبيب، الكيان الإسرائيلي.

## الملاعب
| الصالة  | زغرب أرينا | سبالاديوم أرينا |
| ------- | ---------- | --------------- |
| صورة    |            | سبالاديوم أرينا |
| المدينة | زغرب       | سبليت           |
| السعة   | 15,024     | 10,931          |

## التصفيات
شارك في تصفيات البطولة 42 منتخب أوروبي. الفريق المضيف لم يخوض التصفيات بتأهله تلقائياً أما الفرق الأخرى إضطرت لخوض التصفيات المؤهلة.
لعبت التصفيات على مرحلتين، بحيث تنافس 24 فريق في الدور التمهيدي في الفترة ما بين 20–24 يناير 2011. الفائزين بالمجموعات تقدموا للانضمام ل18 فريق في المرحلة التالية. في المرحلة الأخيرة، والتي جرت مبارياتها ما بين 24–27 فبراير 2011 تم توزيع 24 فريق في 6 مجموعات من 4 فرق. فائزي هذه المجموعات وأفضل خمسة ثواني إنضموا لكرواتيا في النهائيات.

### الفرق المتأهلة
| البلد          | تأهل بصفته      | الظهور السابق في المسابقة1                   |
| -------------- | --------------- | -------------------------------------------- |
| كرواتيا        | مستضيف          | 2 (1999، 2001)                               |
| إسبانيا        | فائز المجموعة 1 | 7 (1996، 1999، 2001، 2003، 2005، 2007، 2010) |
| أذربيجان       | وصيف المجموعة 1 | 1 (2010)                                     |
| روسيا          | فائز المجموعة 2 | 7 (1996، 1999، 2001، 2003، 2005، 2007، 2010) |
| صربيا          | وصيف المجموعة 2 | 3 (1999، 2007، 2010)                         |
| البرتغال       | فائز المجموعة 3 | 5 (1999، 2003، 2005، 2007، 2010)             |
| جمهورية التشيك | فائز المجموعة 4 | 5 (2001، 2003، 2005، 2007، 2010)             |
| رومانيا        | وصيف المجموعة 4 | 1 (2007)                                     |
| أوكرانيا       | فائز المجموعة 5 | 6 (1996، 2001، 2003، 2005، 2007، 2010)       |
| تركيا          | وصيف المجموعة 5 | 0 (أول ظهور)                                 |
| إيطاليا        | فائز المجموعة 6 | 7 (1996، 1999، 2001، 2003، 2005، 2007، 2010) |
| سلوفينيا       | وصيف المجموعة 6 | 2 (2003، 2010)                               |

## الحكام
| البلد          | الحكام                     |
| -------------- | -------------------------- |
| النمسا         | جيرالد باويرنفيند          |
| بلجيكا         | باسكال ليمال               |
| كرواتيا        | دانييل يانوسيفيتش          |
| قبرص           | بيتروس بانايديس            |
| جمهورية التشيك | كاريل هينيتش               |
| إنجلترا        | مارك بيركيت                |
| إسبانيا        | فرناندو غيتييريز لومبريراس |
| فنلندا         | تيمو أوناتسو               |

| البلد    | الحكام                         |
| -------- | ------------------------------ |
| ألمانيا  | ستيفان كاميرير                 |
| المجر    | غابور كوفاش                    |
| إيطاليا  | فرانشيسكو ماسيني               |
| بولندا   | سيباستيان ستافيسكي             |
| البرتغال | إدواردو جوزيه فيرنانديس كويلهو |
| رومانيا  | بوغدان سوريسكو                 |
| روسيا    | إيبان شابانوف                  |
| سلوفينيا | بوروت سيفيتش                   |

## التصنيف
أعلن الاتحاد الأوروبي لكرة القدم عن التصنيف يوم الاثنين، 28 فبراير 2011، بعد يوم من انتهاء التصفيات. كرواتيا صنفت تلقائياً كالفريق A1. وعقدت القرعة يوم 9 سبتمبر 2011 في العاصمة الكرواتية زغرب.
| وعاء 1                                                                              | وعاء 2                                      | وعاء 3                                  |
| ----------------------------------------------------------------------------------- | ------------------------------------------- | --------------------------------------- |
| كرواتيا (المستضيف على رأس المجموعة 1) · إسبانيا (حامل اللقب) · إيطاليا · البرتغال · | روسيا · جمهورية التشيك · أوكرانيا · صربيا · | أذربيجان · رومانيا · سلوفينيا · تركيا · |

## دور المجموعات

### المجموعة الأولى (سبليت)
| فريق           | نقاط | فرق | عليه | له | خ | ت | ف | لعب |
| -------------- | ---- | --- | ---- | -- | - | - | - | --- |
| كرواتيا        | 3    | 1+  | 0    | 1  | 0 | 0 | 1 | 1   |
| رومانيا        | 3    | 1+  | 2    | 3  | 1 | 0 | 1 | 2   |
| جمهورية التشيك | 0    | 2−  | 3    | 1  | 1 | 0 | 0 | 1   |

| كرواتيا                     | 1 – 2 | رومانيا   |
| --------------------------- | ----- | --------- |
| مارينوفيتش 23' · غرسيتش 35' |       | ألبار 30' |

| رومانيا                           | 1 – 3 | جمهورية التشيك |
| --------------------------------- | ----- | -------------- |
| دوبري 17' · أيغنال 34' · ماتي 37' |       | بيلي 8'        |

| جمهورية التشيك | ضد | كرواتيا |
| -------------- | -- | ------- |
|                |    |         |

### المجموعة الثانية (زغرب)
| فريق     | نقاط | فرق | عليه | له | خ | ت | ف | لعب |
| -------- | ---- | --- | ---- | -- | - | - | - | --- |
| إسبانيا  | 6    | 5+  | 3    | 8  | 0 | 0 | 2 | 2   |
| أوكرانيا | 3    | 0   | 7    | 7  | 1 | 0 | 1 | 2   |
| سلوفينيا | 0    | 5−  | 10   | 5  | 2 | 0 | 0 | 2   |

| إسبانيا                                   | 2 – 4 | سلوفينيا               |
| ----------------------------------------- | ----- | ---------------------- |
| ساياغو 15' · أيكاردو 26' · توراس 29'، 30' | تقرير | فيتيتش 17' · موردي 37' |

| سلوفينيا                                          | 6 – 3 | أوكرانيا                                                      |
| ------------------------------------------------- | ----- | ------------------------------------------------------------- |
| ليغتشانوف 27' (بالخطأ) · أورسيتش 33' · كوييتش 38' | تقرير | كلوتشكو 5' · ليغتشانوف 8'، 21'، 29' · زوربا 9' · بافلينكو 16' |

| أوكرانيا          | 4 – 1 | إسبانيا                                            |
| ----------------- | ----- | -------------------------------------------------- |
| كيكي 32' (بالخطأ) | تقرير | بورخا بلانكو 4' · ساياغو 16' · رافا أوسين 18'، 19' |

### المجموعة الثالثة (سبليت)
| فريق    | نقاط | فرق | عليه | له | خ | ت | ف | لعب |
| ------- | ---- | --- | ---- | -- | - | - | - | --- |
| روسيا   | 3    | 5+  | 0    | 5  | 0 | 0 | 1 | 1   |
| إيطاليا | 3    | 2+  | 1    | 3  | 0 | 0 | 1 | 1   |
| تركيا   | 0    | 7−  | 8    | 1  | 2 | 0 | 0 | 2   |

| إيطاليا                     | 1 – 3 | تركيا    |
| --------------------------- | ----- | -------- |
| إيبوليتي 7'، 30' · ليما 37' | تقرير | إردال 2' |

| تركيا | 5 – 0 | روسيا                                        |
| ----- | ----- | -------------------------------------------- |
|       | تقرير | مايفسكي 1'، 8'، 24' · فوكين 21' · كيريلو 22' |

| روسيا | ضد | إيطاليا |
| ----- | -- | ------- |
|       |    |         |

### المجموعة الرابعة (زغرب)
| فريق     | نقاط | فرق | عليه | له | خ | ت | ف | لعب |
| -------- | ---- | --- | ---- | -- | - | - | - | --- |
| البرتغال | 3    | 3+  | 1    | 4  | 0 | 0 | 1 | 1   |
| صربيا    | 3    | 1+  | 8    | 9  | 0 | 0 | 1 | 1   |
| أذربيجان | 0    | 4−  | 13   | 9  | 2 | 0 | 0 | 2   |

| البرتغال                                                        | 1 – 4 | أذربيجان    |
| --------------------------------------------------------------- | ----- | ----------- |
| كاردينال 3' · فيليبي 4' (بالخطأ) · مارينهو 26' · ريكاردينهو 38' | تقرير | فرج زاده 7' |

| أذربيجان                                                                                      | 9 – 8 | صربيا                                                                                     |
| --------------------------------------------------------------------------------------------- | ----- | ----------------------------------------------------------------------------------------- |
| فيليبي 1'، 9' · فارزالييف 5' · جادير دانتاس 11'، 23'، 32' · تياغو 34' · بويوفيتش 39' (بالخطأ) | تقرير | بويوفيتش 6'، 8'، 29'، 39' · رايتشيفيتش 9' · كوكيتش 22'، 27' · لازيتش 23' · بافيكيفيتش 37' |

| صربيا | ضد | البرتغال |
| ----- | -- | -------- |
|       |    |          |

## مرحلة خروج المغلوب
|  | ربع النهائي           | ربع النهائي          |                    |                    | نصف النهائي | نصف النهائي |  |  | النهائي            | النهائي |
|  |                       |                      |                    |                    |             |             |  |  |                    |         |
|  | 6 فبراير 2012 – سبليت |                      |                    |                    |             |             |  |  |                    |         |
|  |                       |                      |                    |                    |             |             |  |  |                    |         |
|  | فائز المجموعة الأولى  |                      |                    |                    |             |             |  |  |                    |         |
|  | فبراير 2012 – زغرب    |                      |                    |                    |             |             |  |  |                    |         |
|  | أوكرانيا              |                      |                    |                    |             |             |  |  |                    |         |
|  | فائز ربع النهائي 1    |                      |                    |                    |             |             |  |  |                    |         |
|  | 7 فبراير 2012 – سبليت |                      |                    |                    |             |             |  |  |                    |         |
|  |                       | فائز ربع النهائي 3   |                    |                    |             |             |  |  |                    |         |
|  | فائز المجموعة الثالثة |                      |                    |                    |             |             |  |  |                    |         |
|  |                       |                      | فبراير 2012 – زغرب |                    |             |             |  |  |                    |         |
|  | وصيف المجموعة الرابعة |                      |                    |                    |             |             |  |  |                    |         |
|  | فائز نصف النهائي 1    |                      |                    |                    |             |             |  |  |                    |         |
|  | 6 فبراير 2012 – زغرب  |                      |                    |                    |             |             |  |  |                    |         |
|  |                       | فائز نصف النهائي 2   |                    |                    |             |             |  |  |                    |         |
|  | وصيف المجموعة الأولى  |                      |                    |                    |             |             |  |  |                    |         |
|  | فبراير 2012 – زغرب    |                      |                    |                    |             |             |  |  |                    |         |
|  | إسبانيا               |                      |                    |                    |             |             |  |  |                    |         |
|  | فائز ربع النهائي 2    |                      | المركز الثالث      | المركز الثالث      |             |             |  |  |                    |         |
|  | فائز ربع النهائي 2    | 7 فبراير 2012 – زغرب | المركز الثالث      | المركز الثالث      |             |             |  |  |                    |         |
|  |                       | فائز ربع النهائي 4   |                    |                    |             |             |  |  |                    |         |
|  | وصيف المجموعة الثالثة |                      | خاسر نصف النهائي 1 |                    |             |             |  |  |                    |         |
|  | وصيف المجموعة الثالثة |                      |                    |                    |             |             |  |  |                    |         |
|  | فائز المجموعة الرابعة |                      |                    | خاسر نصف النهائي 2 |             |             |  |  |                    |         |
|  | فائز المجموعة الرابعة |                      |                    | خاسر نصف النهائي 2 |             |             |  |  |                    |         |
|  |                       |                      |                    |                    |             |             |  |  | فبراير 2012 – زغرب |         |
|  |                       |                      |                    |                    |             |             |  |  |                    |         |

### ربع النهائي
| أول الأولى | ضد | أوكرانيا |
| ---------- | -- | -------- |
|            |    |          |

| وصيف الأولى | ضد | إسبانيا |
| ----------- | -- | ------- |
|             |    |         |

| أول الثالثة | ضد | وصيف الرابعة |
| ----------- | -- | ------------ |
|             |    |              |

| وصيف الثالثة | ضد | أول الرابعة |
| ------------ | -- | ----------- |
|              |    |             |

### نصف النهائي
| فائز نصف النهائي 1 | ضد | فائز نصف النهائي 3 |
| ------------------ | -- | ------------------ |
|                    |    |                    |

| فائز نصف النهائي 2 | ضد | فائز نصف النهائي 4 |
| ------------------ | -- | ------------------ |
|                    |    |                    |

### مباراة المركز الثالث
| خاسر نصف النهائي | ضد | خاسر نصف النهائي |
| ---------------- | -- | ---------------- |
|                  |    |                  |

### النهائي
| فائز نصف النهائي | ضد | فائز نصف النهائي |
| ---------------- | -- | ---------------- |
|                  |    |                  |

## الترتيب النهائي
| ترتيب | الفريق   |
| ----- | -------- |
|       |          |
|       |          |
|       |          |
| 4     |          |
| 5     |          |
| 6     |          |
| 7     |          |
| 8     |          |
| 9     |          |
| 10    | أذربيجان |
| 11    | سلوفينيا |
| 12    | تركيا    |

## وصلات خارجية
- الموقع الرسمي لبطولة أوروبا لكرة الصالات في كرواتيا نسخة محفوظة 6 ديسمبر 2011 على موقع واي باك مشين.
- موقع اليويفا الرسمي